# Placówka Straży Celnej „Koza Wielka”

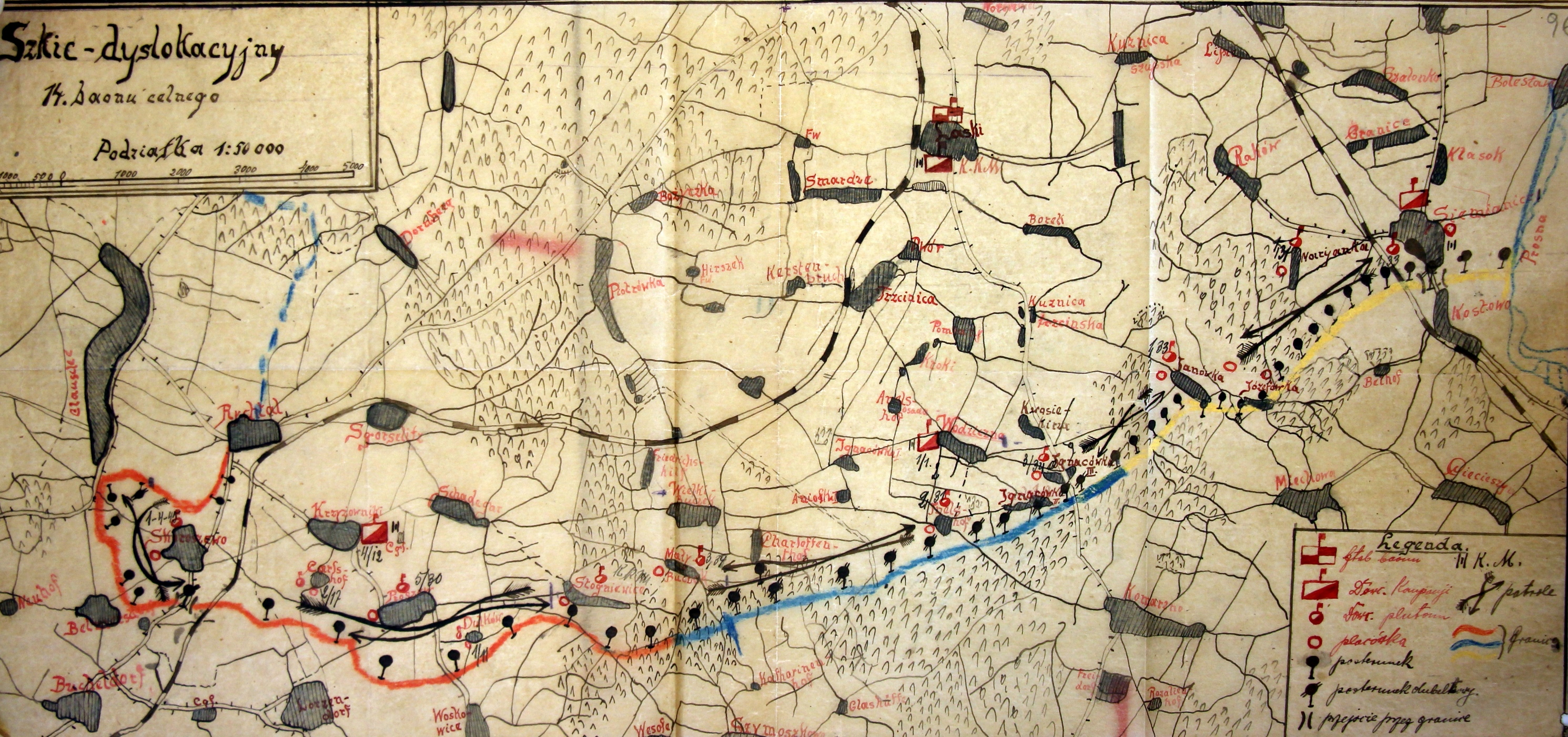
Rozmieszczenie 14 batalionu celnego

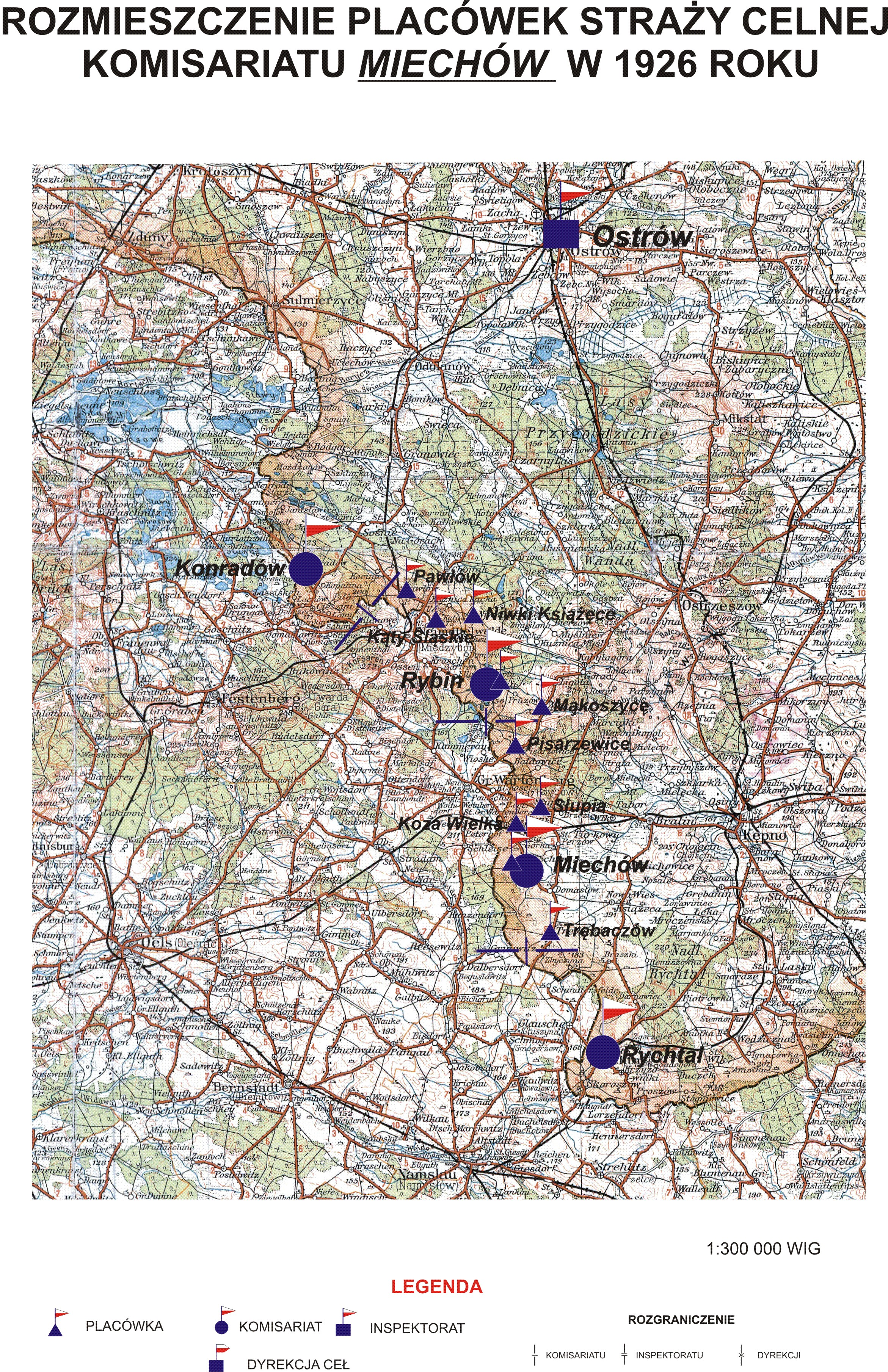
Rozmieszczenie placówek Straży Celnej Komisariatu Miechów w 1926 r.

Placówka Straży Celnej „Koza Wielka” – jednostka organizacyjna Straży Celnej pełniąca w okresie międzywojennym służbę ochronną na granicy polsko-niemieckiej.

## Formowanie i zmiany organizacyjne
Na wniosek Ministerstwa Skarbu, uchwałą z 10 marca 1920 roku, powołano do życia Straż Celną. Od połowy 1921 roku jednostki Straży Celnej rozpoczęły przejmowanie odcinków granicy od pododdziałów Batalionów Celnych. Proces tworzenia Straży Celnej trwał do końca 1922 roku. 
W 1921 roku na terenie Słupi stacjonował sztab 1 kompanii 14 batalionu celnego. 1 kompania wystawiła placówkę w Kozie Wielkiej. 
23 października 1921 roku od 14 batalionu celnego ochronę granicy państwowej przejęła  Straż Celna. Nowo powstały komisariat SC „Miechów” zorganizował między innymi placówkę w Kozie Wielkiej. W 1926 placówka Straży Celnej „Koza Wielka” była nadal w podporządkowaniu komisariatu Straży Celnej „Miechów” z Inspektoratu SC „Ostrów”.
W drugiej połowie 1927 roku przystąpiono do gruntownej reorganizacji Straży Celnej. W praktyce skutkowało to rozwiązaniem tej formacji granicznej. Ochronę północnej, zachodniej i południowej granicy państwa przejęła powołana z dniem 2 kwietnia 1928 roku Straż Graniczna.
Rozkazem nr 3 z 25 kwietnia 1928 roku w sprawie organizacji Wielkopolskiego Inspektoratu Okręgowego dowódca Straży Granicznej gen. bryg. Stefan Pasławski określił strukturę organizacyjną komisariatu SG „Słupia”. Placówka Straży Granicznej I linii „Koza Wielka” znalazła się w jego strukturze.

## Funkcjonariusze placówki
Kierownicy placówki
| stopień    | imię i nazwisko, numer  | okres pełnienia służby | kolejne stanowisko |
| ---------- | ----------------------- | ---------------------- | ------------------ |
| przodownik | Kazimierz Pawlak (1352) | był w 1926             |                    |

Obsada personalna placówki w 1926:
- przodownik Kazimierz Pawlak (1352)
- starszy strażnik Józef Grzesiak (1420)
- strażnik Jan Marcinkowski (127)
- strażnik Stanisław Jankowiak (1012)